# Merliidae
Merliidae é uma família de esponjas marinhas da ordem Poecilosclerida.

## Gêneros
- Merlia Kirpatrick, 1908